# Лабиринт (книга Макса Фрая)
Лабиринт (Чужак) — первый том из фэнтези-сериала «Лабиринты Ехо» авторства Макса Фрая, содержит семь повестей о приключениях сэра Макса в вымышленном мире Ехо. Вышел в 1996 году, неоднократно переиздавался. Изначальное название тома было «Лабиринт», однако сами авторы (Светлана Мартынчик и Игорь Стёпин,) настаивали на том, чтобы его называли «Чужак» по названию одноимённой повести. Является примером метапрозы.

## Отзывы и критика
Владимиру Березину этот сборник напомнил цикл полицейских романов Эда Макбейна, с тем отличием что у Макса Фрая не процедурный полицейский детектив в стиле фэнтези, «а скорее сага о магах-контрразведчиках».
Т. И. Хоруженко считает, что эти рассказы «вписывается в схему классического детектива» и «могут быть отнесены к волшебному детективу», однако «преступления Макс раскрывает чаще всего благодаря своей феноменальной удачливости и нетривиальным магическим способностям, а не благодаря кропотливой работе».
Рецензент журнала Kirkus Reviews отмечает, что «в книге больше разговоров, чем действий, эти разговоры действительно интересны, часто обоюдоострые и весьма идиосинкразические» и оценивает сборник в целом как «хорошо написанное, динамичное взрослое фэнтези с большой долей реальности».
Е. А. Сафрон исследует роль онейросферы в поэтике фэнтезийных повестей Макса Фрая из сборника «Чужак»: «сны главного героя служат отправной точкой для создания сюжета» — и делает вывод, что «Макс Фрай следует принципам русской классической литературы и перерабатывает фольклорную традицию изображения сновидений с учетом потребности литературы фэнтези, к которой и относится „Чужак“».

## Краткое содержание
Том содержит семь повестей о приключениях сэра Макса в вымышленном мире Ехо.

### Дебют в Ехо
В первой повести сэр Макс знакомит читателя с собой и историей своего мистического «переезда» из нашего привычного мира в магический мир Ехо, названный так в честь крупнейшего города могущественнейшего королевства. Совместно с сэром Джуффином Халли, начальником Тайного Сыска (своего рода элиты магической полиции) Ехо, который помогал в его «переезде», сэр Макс расследует серию странных убийств в доме соседа сэра Джуффина, жертвой которых чуть не стал его будущий коллега, сэр Мелифаро. Преступником оказывается чудище — энергетический вампир, появляющееся из зеркала и способное влиять на разум людей. Победить его удаётся, поставив напротив него другое зеркало и заставив монстра сражаться с собственным отражением.

### Джуба Чебобарго и другие милые люди
Во второй повести сэр Макс, принятый на службу в Тайный Сыск «ночным лицом» сэра Джуффина и заслуживший за своё первое дело Королевскую Награду, начинает постепенно обустраиваться в Ехо. Однако скоро выясняется, что напротив его дома поселилась странная разновидность нечисти, питающаяся снами и жизнями своих соседей. Вместе с сэром Джуффином и сэром Шурфом Лонли-Локли, ещё одним его коллегой, они обнаруживают эту «разновидность», т. н. фэтана, и уничтожают её. Параллельно сэр Мелифаро ведёт расследование серии похожих краж в различных уголках Ехо, которые приводят его к Джубе Чебобарго, кукольнику, чьи куклы и совершали кражи.

### Камера номер 5-ХОХ-АУ
В третьей повести сэр Джуффин поручает сэру Максу расследовать смерти 7 заключённых магической тюрьмы Холоми. Единственной зацепкой является то, что все они сидели в камере номер 5-ХОХ-АУ, поэтому Макс вынужден отправиться в тюрьму и сидеть в этой камере, пока не выяснит причину. В последний момент он решает «пронести» (магией) с собой в камеру своего коллегу Шурфа Лонли-Локли, что оказывается правильным решением, так как его противником становится призрак Великого Магистра Ордена Могильной Собаки Махлилгл Аннох.

### Чужак
В четвёртой повести раскрываются детали того, как Макс был перенесён в Ехо. Сюжет начинается с серии убийств женщин разных возрастов и социальных положений. Связывает их все одинаковая манера убийства и полное отсутствие магических следов. Макс предполагает, что это мог быть маньяк-убийца, попавший в мир Ехо из нашего мира тем же способом, что и Макс. Джуффин, Макс и сэр Маба Калох (бывший Великий Магистр Ордена Часов Попятного Времени и в некотором роде учитель Джуффина) подробно разбирают эту версию и приходят к выводу, что она верна. По возвращении, их коллега сэр Кофа Йох сообщает им, что обнаружил убийцу, когда тот буянил от передозировки местных слабых наркотиков. Максу приходится убить своего соотечественника, так как, по словам сэра Джуффина, если бы тот умер сам, это стало бы смертельно опасно для самого Макса.

### «Король Банджи»
В пятой повести сэр Макс и сэр Мелифаро расследуют исчезновение начальника Городской Полиции, генерала Бубуты Боха, и странную смерть хозяина одного из трактиров Ехо, за ночь превратившегося в кусок хорошо приготовленного мяса. В конце концов, след из подобных исчезновений и смертей приводит их в один из лучших трактиров Ехо, «Горбуна Итуло», невменяемый хозяин которого (сам горбун) и оказывается причиной всех преступлений. Выясняется, что он «подсаживал» посетителей на свой фирменный паштет «Король Банджи» с наркотическим действием, а затем, когда они теряли волю, магически превращал их в мясо, из которого готовил новые порции паштета.

### Жертвы обстоятельств
В шестой повести Тайный Сыск сталкивается с угрозой нападения на Орден Семилистника. Выйдя на корабль из страны Ташер, они обнаруживают, что его экипаж заколдован могущественным магом и отправляются на его поиски. Одновременно Макс пытается завести «служебный роман» со своей коллегой, леди Меламори Блимм, к которой давно питает романтические чувства; однако их роман заканчивается расставанием, что повергает обоих в тяжёлую депрессию. Могущественный колдун, планировавший навредить Семилистнику, оказывается бывшим Великим Магистром Ордена Лающей Рыбы и погибает от руки сэра Лонли-Локли.

### Путешествие в Кеттари
В седьмой и последней повести тома сэр Макс и сэр Шурф тайно отправляются в Кеттари, родной город сэра Джуффина Халли, чтобы выяснить, почему на пути туда пропадали бесследно или возвращались в душевнобольном состоянии некоторые путешественники, в том числе и уроженцы города. После долгого путешествия, в ходе которого сэр Шурф рассказывает о своём прошлом и Безумном Рыбнике, друзья прибывают в Кеттари и Макс вскоре знакомится с тамошним шерифом Махи Аинти, который был учителем Джуффина. Махи рассказывает, что во время Войны за Кодекс Хрембера Кеттари был разрушен, однако его сил хватило, чтобы воссоздать его по памяти в новом мире, открыв несколько проходов в него из мира Ехо. Поражённый Макс сам невольно участвует в создании города в горах на Тёмной стороне этого нового мира, проявляя при этом небывалое могущество Вершителя. Перед тем, как вернуться в Ехо, Махи Аинти просит обоих Тайных Сыщиков разобраться с призраком Старшего Магистра Ордена Ледяной Руки Кибой Аццахом, у которого были давние счёты с сэром Лонли-Локли. Перед отъездом Макс получает от Махи в подарок талисман, способный открыть тому проход в Кеттари, если ему захочется ещё раз посетить этот город.

## Основные персонажи
- сэр Джуффин Халли — Почтеннейший Начальник Малого Тайного Сыскного Войска города Ехо.
- сэр Макс (из Ехо) — Ночное Лицо Почтеннейшего Начальника Малого Тайного Сыскного Войска города Ехо.
- сэр Мелифаро — Дневное Лицо Почтеннейшего Начальника Малого Тайного Сыскного Войска города Ехо.
- леди Меламори Блимм — Мастер Преследования затаившихся и бегущих.
- сэр Шурф Лонли-Локли — Мастер Пресекающий ненужные жизни.
- сэр Кофа Йох — Мастер Слышащий.
- сэp Луукфи Пэнц — Мастер Хранитель Знаний.

### Переводы
на испанский язык
- Max Frei. Forastero — Ediciones Minotauro, 2005. 576 páginas. ISBN 84-450-7552-7

на английский язык
- Max Frei. The Stranger (Book 1) — Overlook Press, 2009. ISBN 978-1-59020-065-0 Переводчица Polly Gannon

на литовский язык
- Maksas Frajus. Atėjūnas — Vilnius: Nieko rimto, 2005. — 422 p. — ISBN 9955-9543-7-X